# Eric Thompson
Eric Thompson,  britanski dirkač Formule 1, *4. november 1919, Ditton Hill, Surbiton, Surrey, Anglija, Združeno kraljestvo, † 22. avgust 2015.
Eric Thompson je v svoji karieri Formule 1 nastopil le na domači dirki za Veliko nagrado Velike Britanije, kjer se je z dirkalnikom Connaught Type A uvrstil med dobitnike točk s petim mestom. Večkrat je sodeloval tudi na dirki 24 ur Le Mansa, kjer je kot svojo najboljšo uvrstitev leta 1951 dosegel tretje mesto skupaj s Lancem Macklinom.

## Popolni rezultati Formule 1
(legenda) (odebeljene dirke pomenijo najboljši štartni položaj, poševne pa najhitrejši krog, †-uvrščen kljub odstopu)
| Leto | Moštvo                | Šasija           | Motor                  | 1   | 2   | 3   | 4   | 5    | 6   | 7   | 8   | Prv | Toč |
| ---- | --------------------- | ---------------- | ---------------------- | --- | --- | --- | --- | ---- | --- | --- | --- | --- | --- |
| 1952 | Connaught Engineering | Connaught Type A | Lea-Francis Straight-4 | ŠVI | 500 | BEL | FRA | VB 5 | NEM | NIZ | ITA | 18. | 2   |